# Nick Pearson
Nicholas Otto „Nick“ Pearson (* 13. August 1979 in West Allis) ist ein ehemaliger US-amerikanischer Eisschnellläufer.

## Werdegang
Pearson wurde im Jahr 1997 US-amerikanischer Juniorenmeister im Kleinen-Vierkampf und kam bei den Juniorenweltmeisterschaften 1997 in Butte auf den achten Platz im Mehrkampf. In der Saison 1997/98 nahm er in Berlin erstmals am Eisschnelllauf-Weltcup teil, wobei er den 49. Platz über 1500 m errang und wurde bei den Juniorenweltmeisterschaften 1998 in Roseville Fünfter im Mehrkampf. Im folgenden Jahr lief er bei den Juniorenweltmeisterschaften in Geithus auf den vierten Platz im Mehrkampf. In der Saison 1999/2000 belegte er bei der Sprintweltmeisterschaft 2000 in Seoul den 16. Platz im Sprint-Mehrkampf und bei den Einzelstreckenweltmeisterschaften 2000 in Nagano den 20. Platz über 1500 m sowie den 14. Rang über 1000 m. In der folgenden Saison erreichte er in Heerenveen mit dem dritten Platz über 1000 m seine erste Podestplatzierung im Weltcup und kam bei der Sprintweltmeisterschaft 2001 in Inzell auf den 20. Platz im Sprint-Mehrkampf sowie bei den Einzelstreckenweltmeisterschaften 2001 in Salt Lake City auf den 17. Rang über 1000 m. Im folgenden Jahr wurde er bei den Olympischen Winterspielen in Salt Lake City über 1000 m sowie über 1500 m jeweils Sechster und errang bei der Sprintweltmeisterschaft in Hamar erneut den 20. Platz im Sprint-Mehrkampf.
In der Saison 2002/03 erreichte Pearson mit sieben Top-Zehn-Platzierungen, darunter die Plätze drei und zwei über 1000 m in Nagano, den sechsten Platz im Weltcup über 1000 m. Bei der Sprintweltmeisterschaft 2003 in Calgary lief er auf den  13. Platz im Sprint-Mehrkampf, bei den Einzelstreckenweltmeisterschaften 2003 in Berlin auf den 18. Platz über 500 m sowie auf den fünften Rang über 1000 m und bei der Sprintweltmeisterschaft 2004 in Nagano auf den 23. Platz im Sprint-Mehrkampf. In der Saison 2004/05 kam er im Weltcup fünfmal unter den ersten Zehn und erreichte damit den zehnten Platz im Weltcup über 1000 m. Beim Saisonhöhepunkt, den Einzelstreckenweltmeisterschaften 2005 in Inzell, wurde er Sechster über 1000 m. In den folgenden Jahren belegte er bei der Sprintweltmeisterschaft 2008 in Heerenveen den 26. Platz im Sprint-Mehrkampf, bei den Einzelstreckenweltmeisterschaften 2008 in Nagano sowie bei den Einzelstreckenweltmeisterschaften 2009 in Richmond jeweils den 14. Platz über 1000 m. In der Saison 2009/10 absolvierte er in Salt Lake City seinen letzten Weltcup, welchen er auf dem zehnten Platz über 1000 m beendete und lief bei den Olympischen Winterspielen 2010 in Vancouver auf den 26. Platz über 500 m sowie auf den siebten Rang über 1000 m.
Pearson  wurde dreimal US-amerikanischer Meister über 1000 m (2004, 2005, 2009), zweimal im Sprint-Mehrkampf (1999, 2000) und einmal im Großen-Vierkampf (1999).

## Erfolge

### Olympische Spiele
- 2002 Salt Lake City: 6. Platz 1000 m, 6. Platz 1500 m
- 2010 Vancouver: 7. Platz 1000 m, 26. Platz 500 m

### Einzelstrecken-Weltmeisterschaften
- 2000 Nagano: 14. Platz 1000 m, 20. Platz 1500 m
- 2001 Salt Lake City: 17. Platz 1000 m
- 2003 Berlin: 5. Platz 1000 m, 18. Platz 500 m
- 2005 Inzell: 6. Platz 1000 m
- 2008 Nagano: 14. Platz 1000 m
- 2009 Richmond: 14. Platz 1000 m

### Sprint-Weltmeisterschaften
- 2000 Seoul: 16. Platz Sprint-Mehrkampf
- 2001 Inzell: 20. Platz Sprint-Mehrkampf
- 2002 Hamar: 20. Platz Sprint-Mehrkampf
- 2003 Calgary: 15. Platz Sprint-Mehrkampf
- 2004 Nagano: 23. Platz Sprint-Mehrkampf
- 2008 Heerenveen: 26. Platz Sprint-Mehrkampf

## Persönliche Bestzeiten
| Disziplin | Zeit         | Datum             | Ort            |
| --------- | ------------ | ----------------- | -------------- |
| 500 m     | 35,25 s      | 12. Dezember 2009 | Salt Lake City |
| 1000 m    | 1:07,97 min  | 9. Februar 2002   | Salt Lake City |
| 1500 m    | 1:45,51 min  | 9. Februar 2002   | Salt Lake City |
| 3000 m    | 4:00,54 min  | 14. Oktober 2000  | Calgary        |
| 5000 m    | 6:47,59 min  | 14. Januar 2000   | Calgary        |
| 10000 m   | 14:25,18 min | 14. Januar 2000   | Calgary        |